# Городище 2-е (Брасовский район)
Городи́ще 2-е — деревня в Брасовском районе Брянской области, в составе Столбовского сельского поселения. 
 Расположена в 8 км к юго-востоку от села Глоднево, у западной окраины посёлка Летча. Население — 38 человек (2010).

## История
Упоминается с начала XVII века как Иванидинский острожек (в составе Глодневского стана Комарицкой волости); с 1628 года — как село (Городище, Иванидинское Городище, Новое Городище) с храмом Космы и Дамиана. В 1823 году обветшавшая церковь была разобрана, и бывшее село Городище стало считаться деревней в приходе села Авчухи.
До 1778 года село Городище состояло в Севском уезде, в 1778—1782 гг. в Луганском уезде, в 1782—1928 гг. — в Дмитровском уезде (с 1861 — в составе Веребской волости, с 1923 в Глодневской волости). В XIX веке — владение Кушелевых-Безбородко.
С 1929 года — в Брасовском районе. До 2005 года входила в состав Городищенского (2-го) сельсовета (до 1980-х гг. — его центр).
| Годы      | 1858 | 1866 | 1893 | 1923 | 1979 | 1989 | 2002 | 2010 |
| --------- | ---- | ---- | ---- | ---- | ---- | ---- | ---- | ---- |
| Население | 301  | 337  | 468  | 505  | 75   | 53   | 48   | 38   |